# Siegesdenkmal im Friedenshain

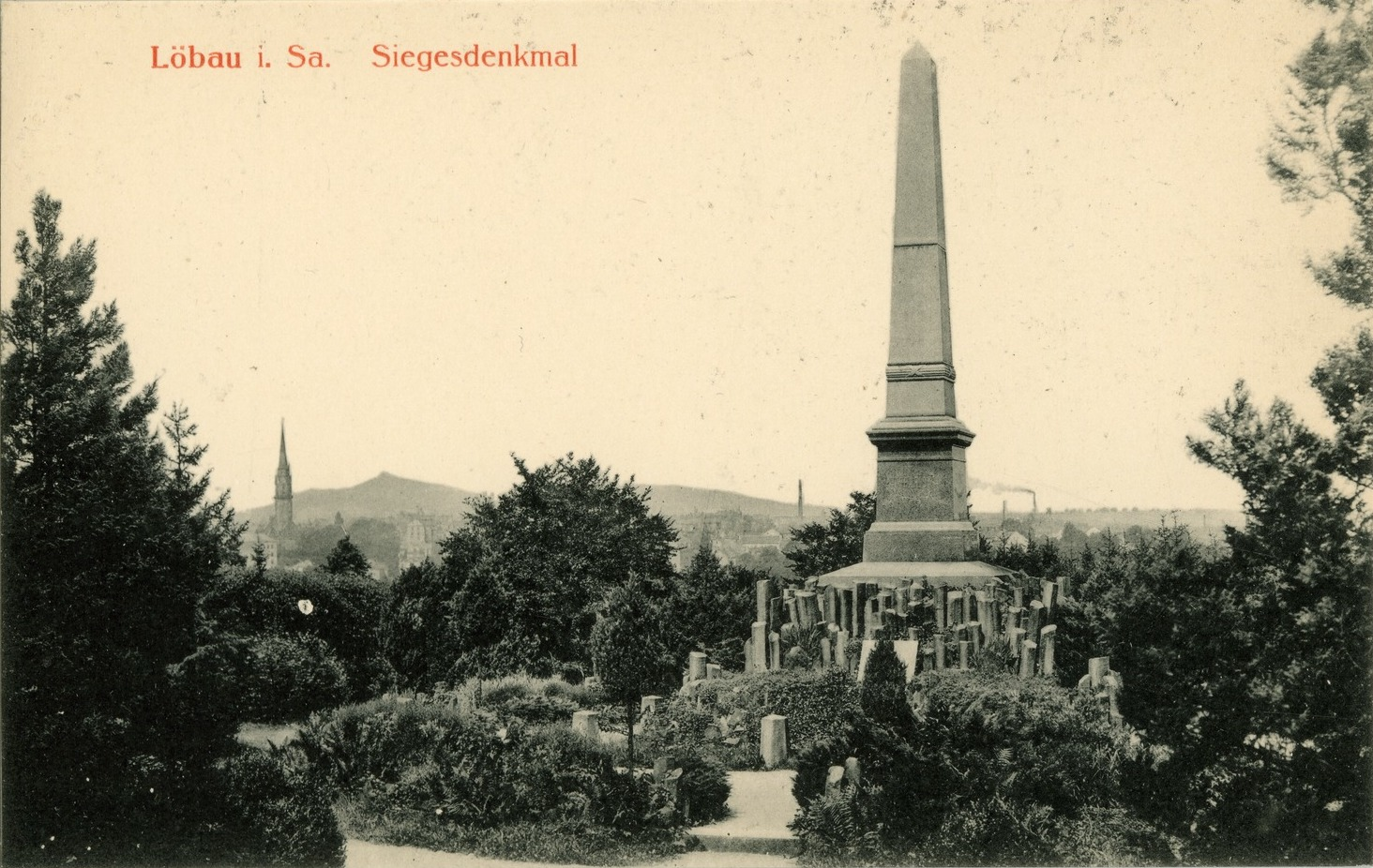
Siegesdenkmal auf einer Postkarte aus dem Jahr 1912 (mit Blick auf die Stadt)

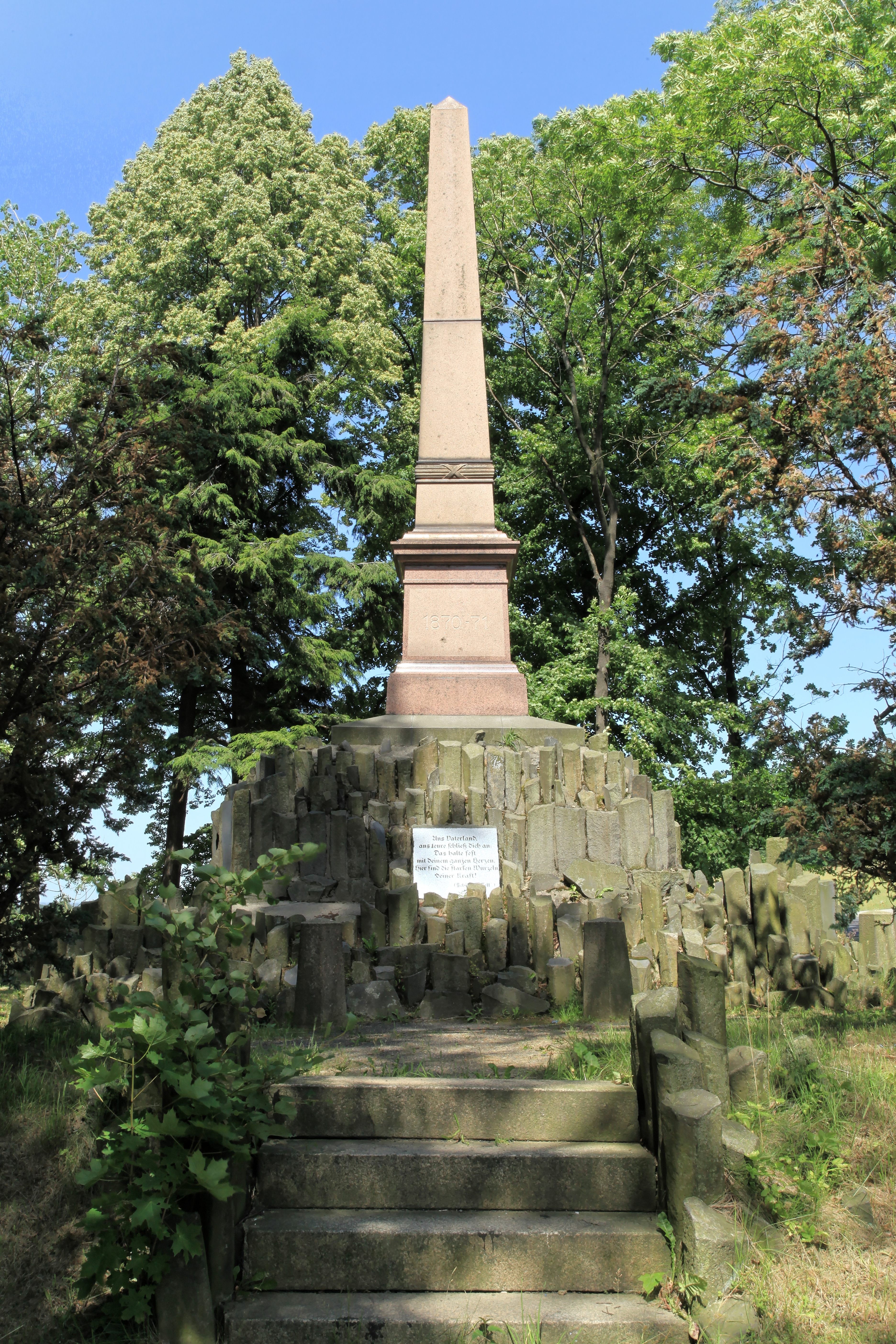
Siegesdenkmal (2012)

Das Siegesdenkmal im Friedenshain (auch Siegessäule am Löbauer Berg) ist ein unter Denkmalschutz stehendes Objekt in der Stadt Löbau (Sachsen).

## Lage
Das Denkmal befindet sich am südlichen Rand des Löbauer Friedenshains, welcher bis 1895 unter dem Namen Langer Rain und von 1895 bis 1946 unter der Bezeichnung Siegeshain bekannt war. Das Siegesdenkmal im Friedenshain grenzt an die Beethovenstraße am Fuße des Löbauer Berges in direkter Nähe der Auffahrt zum Honigbrunnen.

## Beschreibung

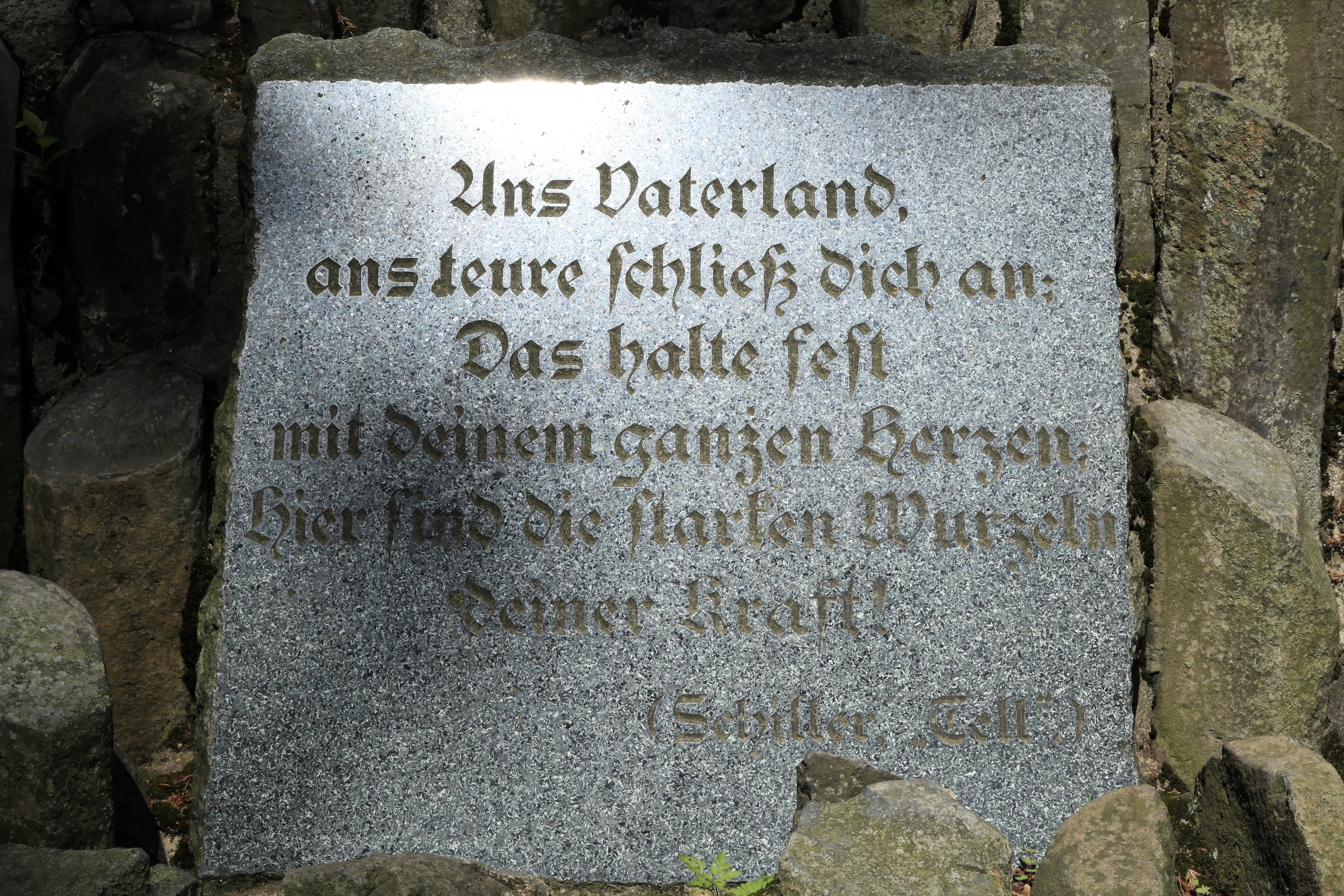
Verbliebener Kissenstein mit Inschrift (2012)

Das Siegesdenkmal im Friedenshain befindet sich auf einer Anhöhe des Friedenshains, deren Basis Steine des benachbarten Löbauer Berges sind. Den Mittelpunkt des Siegesdenkmals bildet ein 8,5 Meter hoher Obelisk aus Meißner Granit mit einem 2,5 Meter hohen Granitbau als Postament. Von drei Seiten führen Granitstufen zu einer von Kettenständern eingefriedeten Galerie aus Schönlinder Basaltsäulen. Darauf waren ursprünglich vier Kissensteine aus Syenit mit Inschriften gebettet, von denen nur noch der Kissenstein an der Südseite mit dem Zitat Ans Vaterland, ans teure, schließ dich an, Das halte fest mit deinem ganzen Herzen. Hier sind die starken Wurzeln deiner Kraft! aus Friedrich Schillers Wilhelm Tell existiert. Die weiteren Tafeln am unteren Säulenschaft sowie die Inschriften am Fuße des Monuments wurden durch die Stadt entfernt.
Das Siegesdenkmal im Friedenshain ist als Teil der Parkanlage ortsgeschichtlich, landschaftsgestaltend und gartenkünstlerisch von Bedeutung und daher unter Denkmalschutz stehend. Es ist Teil der Objektnummer 09222818 der Denkmalschutzliste des Landesamtes für Denkmalpflege Sachsen.

## Geschichtlicher Hintergrund
Nach dem Sieg der deutschen über die französischen Truppen in Sedan 1870 und der anschließenden Errichtung vieler Siegesdenkmäler im Deutschen Kaiserreich, beschloss die Stadt Löbau zum 25. Jahrestag des Sieges ein solches Denkmal auf ihrem Gebiet errichten zu wollen. Es setzte sich der Vorschlag von Bürgermeister Carl Ernst Otto Mücklich durch, der einen Siegeshain mit Obelisken am „Langen Rain“ in der Nähe des Löbauer Berges errichten wollte.
Um dem Denkmal einen Rahmen zu verleihen, wurde der Görlitzer Garteninspektor Sperling im Juli 1895 von der Stadt mit der Errichtung eines Parks – dem heutigen Friedenshains – beauftragt. Die Einweihung des Denkmals erfolgte am 2. September 1895, dem Sedantag. Am Fuße des Siegeshains wurde 1905 zudem ein Denkmal zu Ehren von Kaiser Wilhelm I. errichtet.
In den 1980er-Jahren gab es von Seiten des Löbauer Bürgermeisters Rainer Simmang (SED) Bestrebungen zum Abriss des Denkmals. Ein Plan eines Obersts der Löbauer Offiziershochschule der Landstreitkräfte „Ernst Thälmann“ sah die Umwandlung des Obelisken in ein sowjetisches Ehrenmal vor. In diesem Zuge sollte auch die umliegende Parkanlage grundlegend umgestaltet werden. Ein anderer Plan sah den Sturz der Siegessäule vor, das dann in drei Teile geborstene deutsche Siegessymbol sollte schlussendlich vor einer halbrunden Mauer liegen, auf der die Namen sowjetischer Heldenstädte stehen. Diese Variante schaffte es schlussendlich als Beschlussvorlage in den damaligen Stadtrat und erhielt die Zustimmung. Zu einer Umsetzung des Plans kam es letztendlich nicht, da die Denkmalpflege die Pläne ablehnte und seitens der SED-Kreisleitung ein Stopp der geplanten Arbeiten beschlossen wurde.